# 生田原站
生田原站（日语：／ Ikutahara eki */?）位於日本北海道紋別郡遠輕町生田原，是北海道旅客鐵道（JR北海道）石北本線上的站。包括特急「鄂霍次克」（オホーツク）在內全列車停靠，另每天晨早有一班短途區間車單向由本站開往遠輕站。
站名來自原生田原町，源自阿伊努語的「ik-tara」，意思是小竹。

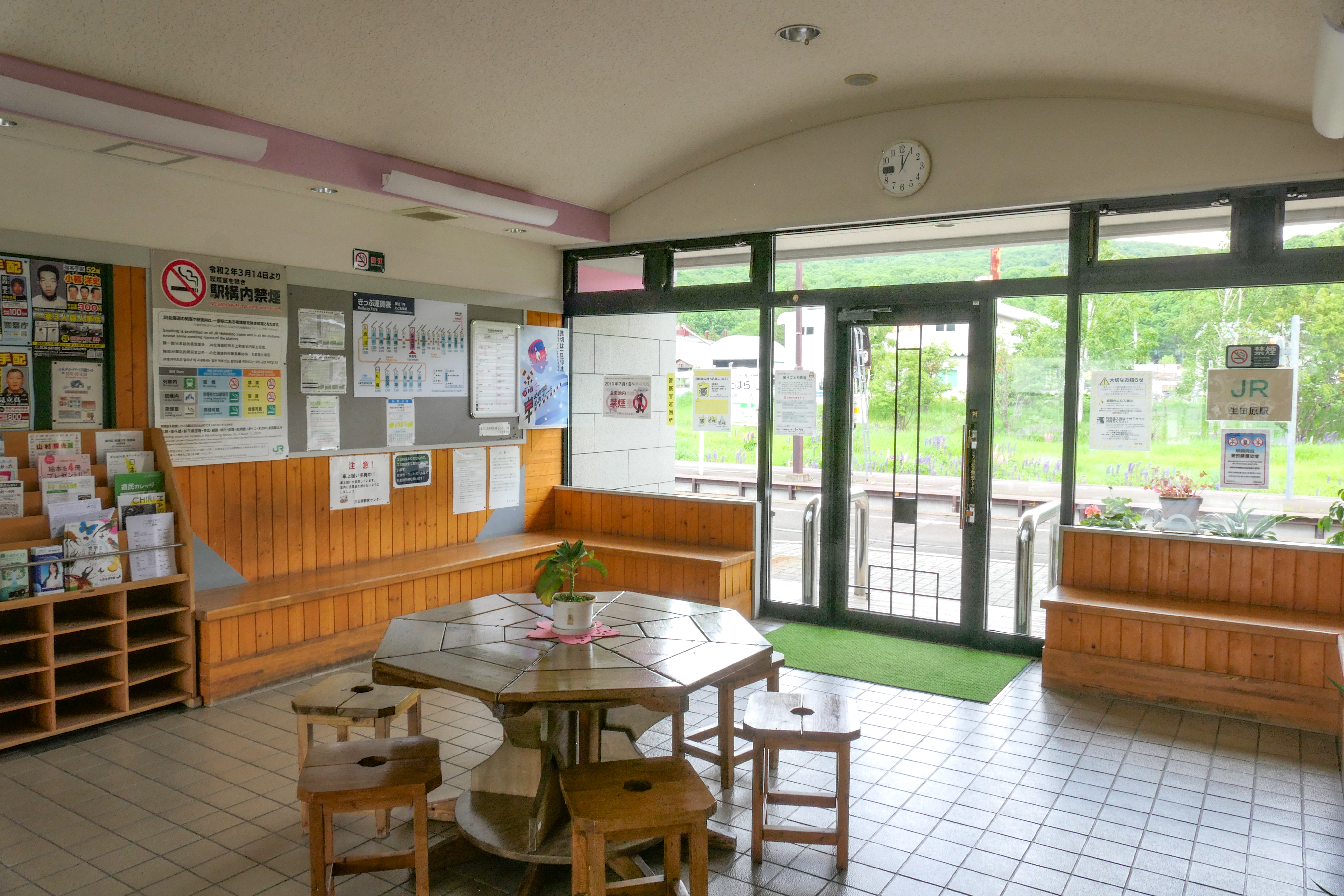
車站內部（2022年6月）

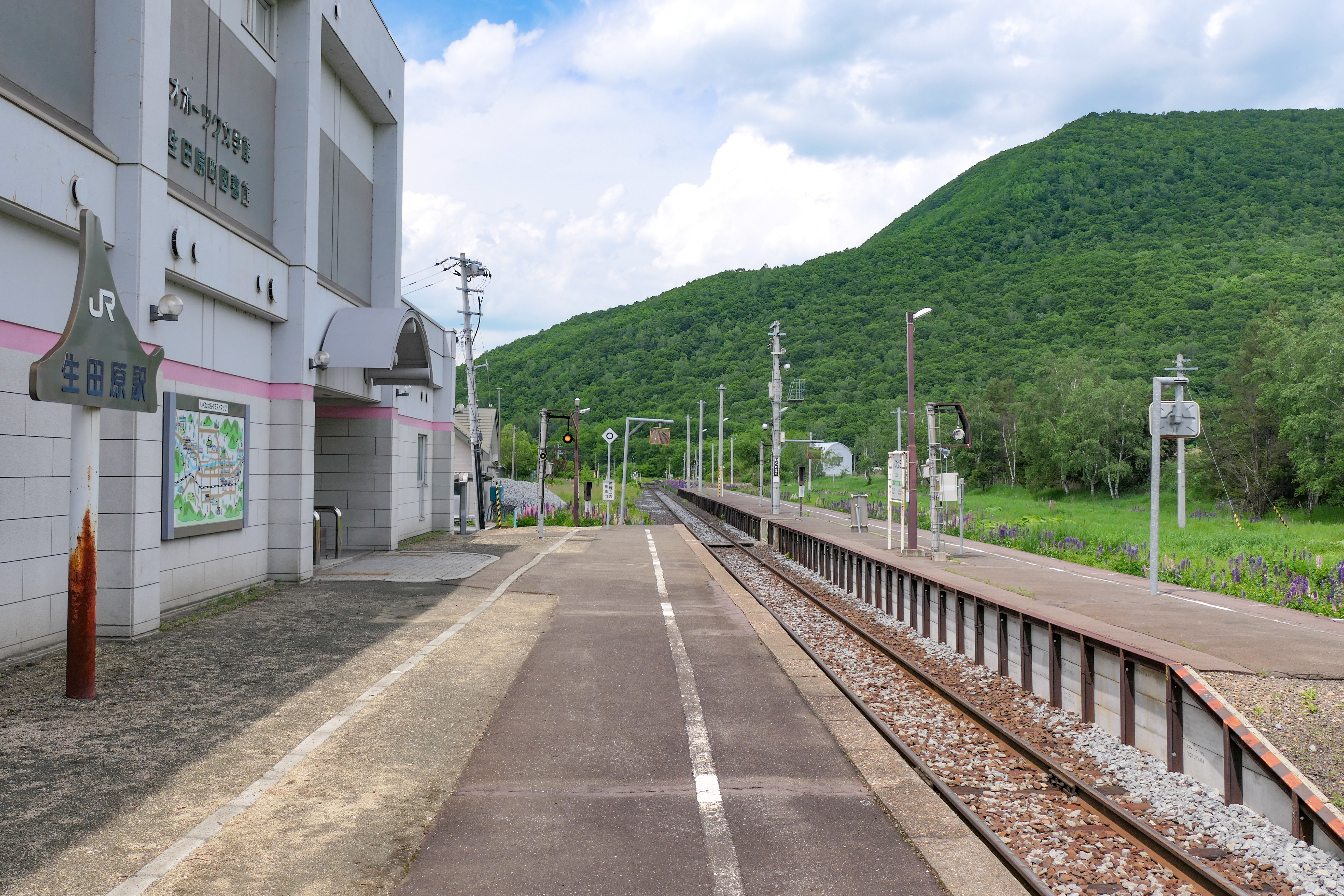
月台（2022年6月）

## 車站構造
側式與島式複合月台共計2面2線的地面站。 

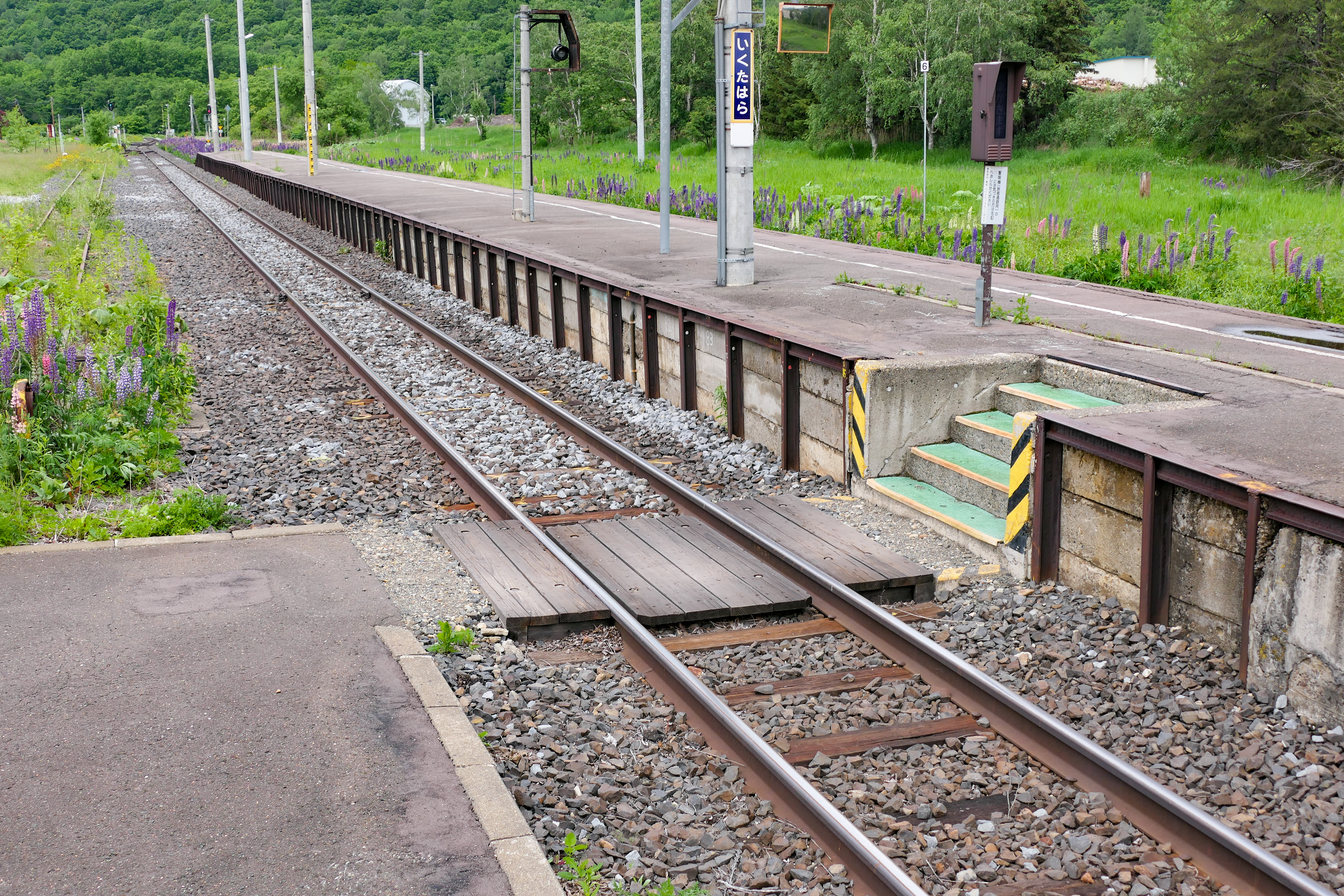
平交道（2022年6月）

其中上行線雖然兩邊均有月台相鄰，但島式月台僅開放一側使用。無人車站，由遠輕站管理。站房與圖書館、鄂霍次克文學館併設。

### 月台配置
| 月台 | 路線      | 方向 | 目的地                 | 備註     |
| ---- | --------- | ---- | ---------------------- | -------- |
| 1    | ■石北本線 | 上行 | 遠輕、旭川、札幌方向   |          |
| 2    | ■石北本線 | 上行 | 遠輕方向               | 此站始發 |
| 2    | ■石北本線 | 下行 | 留邊蘂、北見、網走方向 |          |

## 車站周邊
原為生田原町（2005年10月1日與遠輕町合併）的中心站。
- 北海道道592號湯里生田原停車場線
- 國道242號
- 遠輕町公所生田原總合支所（原為生田原町公所）
- 遠輕警察署 生田原駐在所
- 生田原郵局
- 遠輕信用金庫 生田原支店
- 遠湧農業協同組合（JA遠湧）生田原支所
- 恰恰世界（ちゃちゃワールド）
- 生田原溫泉 North King（生田原温泉ノースキング）
- 北海道北見巴士「生田原」停留站

## 歷史
- 1914年（大正3年）10月5日 - 國鐵下生田原 - 留邊蘂間通車時設立。當時稱為上生田原站（かみいくたはら）。
- 1946年（昭和21年）3月1日 - 改稱為生田原站。
- 1984年（昭和59年）11月10日 - 簡易委託化。
- 1985年（昭和60年）6月1日 - 廢止貨物與行李業務。
- 1987年（昭和62年）4月1日 - 國鐵分割民營化後成為北海道旅客鐵道（JR北海道）轄下的車站。
- 時期不詳（1996年?） - 廢止簡易委託，完全無人化。

## 相鄰車站
北海道旅客鐵道（JR北海道）
■石北本線
- 特急「鄂霍茨克」、「大雪」停靠站

特別快速「北見」
安國（A51）－生田原（A53）－留邊蘂（A56）
普通
安國（A51）－（※）生野（A52）－生田原（A53）－（常紋信號場）－（金華信號場（A54））－西留邊蘂（A55）
（※）除下行2班、上行1班外通過生野站。
- 為廢止信號場
- 金華信號場的車站編號是當時金華站的編號。

## 外部連結
- （日語）JR北海道 – 生田原車站 （页面存档备份，存于）
- （日語）全驛參觀之旅 （页面存档备份，存于）